# Marcos Landeira
Marcos Landeira Álvarez (Gijón, Asturias, España, 2 de mayo de 1987) es un exfutbolista español que jugaba de centrocampista.

## Trayectoria
Formado en los equipos de fútbol base de la Escuela de fútbol de Mareo, se incorporó al Real Sporting de Gijón "B" en 2005. Ese mismo año, llegó a participar en cuatro partidos con el primer equipo en la Segunda División. En la temporada 2006-07 quedó incorporado definitivamente a la plantilla del Sporting y logró el ascenso a Primera División una campaña después, en la que disputó únicamente en tres encuentros. Durante la campaña 2008-09 fue cedido a la U. D. Melilla pero, tras expirar el periodo de préstamo, regresó al Sporting "B", donde jugó la temporada 2009-10. El 17 de abril de 2010 debutó en Primera División en un encuentro disputado contra el Sevilla F. C. en el estadio Ramón Sánchez-Pizjuán.
En la temporada 2010-11 promocionó, de nuevo, al primer equipo del Sporting, aunque en enero de 2011 fue cedido al Real Unión Club hasta el mes de junio. En la campaña 2011-12 volvió a ser jugador del filial rojiblanco. Tras pertenecer nuevamente a la primera plantilla del Sporting durante la temporada 2012-13 en Segunda División, fichó por el Caudal Deportivo. El 29 de noviembre de 2013 sufrió una lesión en la rodilla por la que tuvo que ser operado; no obstante, tras varias recaídas que le supusieron volver a pasar por el quirófano en cuatro ocasiones, el club decidió darle la baja. En agosto de 2014 fichó por el C. D. Cudillero.

## Clubes
| Club                       | País   | Año       |
| -------------------------- | ------ | --------- |
| Real Sporting de Gijón "B" | España | 2005-2006 |
| Real Sporting de Gijón     | España | 2006-2008 |
| U. D. Melilla              | España | 2008-2009 |
| Real Sporting de Gijón "B" | España | 2009-2010 |
| Real Sporting de Gijón     | España | 2010-2011 |
| Real Unión Club            | España | 2011      |
| Real Sporting de Gijón "B" | España | 2011-2012 |
| Real Sporting de Gijón     | España | 2012-2013 |
| Caudal Deportivo           | España | 2013-2014 |
| C. D. Cudillero            | España | 2014      |